# Berti (Sprache)
Berti ist eine ausgestorbene Sprache und gehört zu den saharanischen Sprachen.
Sie wurde im Westen Sudans in den Tagabo-Bergen von Nord-Darfur und in Kurdufan gesprochen. Das Volk der Berti hatte Anfang des 20. Jahrhunderts vollständig den lokalen Dialekt der arabischen Sprache angenommen. Alten Menschen waren um 1960 noch einige Wörter der Berti-Sprache verständlich.